# Tapirus rondoniensis
Tapirus rondoniensis is een uitgestorven tapir die tijdens het Pleistoceen in Zuid-Amerika leefde.

## Fossiele vondsten
Fossielen van Tapirus rondoniensis zijn gevonden in de Rio Madeira-formatie in de Braziliaanse staat Rondônia in het Amazonegebied. De vondsten dateren uit het Laat-Pleistoceen. Het holotype is een bijna complete schedel van een jongvolwassen individu.

## Kenmerken
Tapirus rondoniensis had het formaat van een laaglandtapir.